# Máté Imre (költő, 1936–1989)
Máté Imre (Érmihályfalva, 1936. február 14. – Érmihályfalva, 1989. december 8.) romániai magyar költő. Ismeretséget főleg a Partiumban szerzett. Saját magáról így írt tömören Forgó táncban című verskötetének fülszövegében:
„1936. február 14-én születtem Érmihályfalván. Azóta ott élek.”

## Élete
Máté Mihály és Papp Piroska, jómódú gazdálkodó szülők fiaként, tetszhalottként jött a világra. A későn értesített szülészorvos, dr. Andrássy Ernő, halottnak vélve a gyermeket, az anya életét próbálta megmenteni, és fogója szorításával maradandó idegrendszeri károsodást okozott az újszülöttben, mely a beszéd- és mozgáskészség gátoltságában nyilvánult meg érzékelhető módon.
Édesanyja, mivel fia az elemit kitűnően végezte el, beíratta a Nagykárolyi Piarista Gimnáziumba 1946-ban. A gimnázium két év után megszűnt, ezért szülőfalujában végezte el a hetediket. Verset tőle először a Bihar megyei Fáklya (ma Bihari Napló) közölt 1956-ban, a Paraszt vagyokot.  Többen is felfigyeltek a fiatal tehetségre. Tanulmányait Székelyhídon folytatta (1956-1960), ahol 1961-ben sikeresen leérettségizett. Közben egyre írt, felnőttekhez és gyermekekhez egyaránt.  Máté Imre 1962-től az Érmihályfalvi Általános Iskola könyvtárosa lett. Ettől fogva nem csak a nagyváradi Fáklya, hanem az Utunk, Korunk, Ifjúmunkás és Napsugár lapok is közölték verseit. 1965-ben elvette Tóth Ilona magyar nyelv és irodalom szakos tanárnőt, a Fáklya akkori korrektorát, és letelepedett Nagyváradon. A nagyváradi kulturális élet jótékonyan hatott rá, csak házasságának megromlása hagyott keserűséget a költő lelkében, s mely 1977-ben válással ért véget. Icának című versében sokatmondóan adja vissza ezt a 12 évet:
kilenc év

kilenc hónap

kilenc nap

kilenc óra

kilenc perc

a világ

pipacs helyett

Önálló kötete majd csak 1969-ben, az Ifjúsági Könyvkiadó (Bukarest) gondozásában, jelent meg Látta ezt a fürge mókus címmel. Később írásait a Bányavidéki Fáklya, Szatmári Hírlap, Előre, Ifjúmunkás, s a pozsonyi Új szó hasábjain is viszontláthattuk. Jó barátság fűzte több erdélyi és magyarországi költőhöz, íróhoz, művészhez, mint volt például Kiss Tamás (1912 – 2003) és a szentendrei Pirk János, Kossuth-díjas festő. Egy ízben, 1974 októberében, meglátogatta szülőfaluja messzire került fiát, Zelk Zoltán költőt, budapesti lakásán. 1984-ben a Kriterion Könyvkiadónál (Bukarest) jelent meg verseskötete, a Segíts meg emberségem !. Ebben az időszakban rendszeresen ki volt téve a szocialista rendszer zaklatásának. Magyarországra csempészte ki nem publikálható verseit, s Erdély gyermekeiért (Erdélyi Szövetség, a Hungaroton MHV dolgozóinak támogatásával) című kislemezen az ő verse is szerepelt.
Édesapja halála s a folyamatos elutasítás és mellőzés, de legfőképp édesanyja halála végzetesen megviselte, és 1989. december 8-án agyvérzésben hirtelen elhunyt. Barátai döbbenten fogadták a hírt és fejfájára saját versét vésették:

## Kötetei
- Látta ezt a fürge mókus. Gyermekversek; Ifjúsági, Bukarest, 1969
- Forgó táncban. Versek; Kriterion, Bukarest, 1973 (Forrás)
- A nap kalapja. Gyermekversek; Creangă, Bukarest, 1980
- Segíts meg, emberségem! Gábor Ferenc, Máté Imre, Számadó Ernő versei; Kriterion, Bukarest, 1984

## Kritikák
- Számadó Ernő, első elismerője, 1957. február 25-én kelt levelében biztatta a fiatal tehetséget[4]
- Visky Mária : Máté Imre szellemi hagyatéka, I. fokozati tudományos-módszertani dolgozat, 1999[5]
- Fábián Imre: Máté Imre versei, Fáklya, 1973. október 4.
- Fényi István: Máté Imre versei, Szatmári hírlap, 1974. március 31.
- Messzer László: A Nap kalapja–Máté Imre gyermekversei, Fáklya, 1981. január 18.[6]

## Külső hivatkozások
- Egy küzdelmes költőpálya:Máté Imre  (1936 – 1989)
- A szülőföldjén rekedt ember, emlékezés Máté Imrére